# حسين عبد الجواد
حسين عبد الجواد عبد المطلب ويشتهر حسين عبد الجواد (مواليد 3 مارس 1946 في القاهرة) هو كاتب مصري.

## دراسته
تخرّج في المعهد العالي للسينما عام 1967.

## مسيرته المهنية
عيّن بعد تخرجه في إدارة السينما بالهيئة العامة لقصور الثقافة، وتدرج في المناصب حتى شغل درجة مدير عام مساعد. وفي عام 1988، قام بتحويل نشاطه الفني والأدبي من كتابة السيناريوهات السينمائية إلى كتابة الروايات والقصص القصيرة، كما بدأ كتابة قصص الأحلام بدافع من تقليد نجيب محفوظ، وأصدر مجموعتين منها «دفتر الأحلام» عام 2007، و«دفتر من الأحلام» عام 2016، ونشر أول أعماله الروائية عام 2008، وهي رواية «وصمة الخصام»، ثم «سفينة الحمقى» عام 2010، و«أحلام تحت الحراسة» عام 2013، و«علمته الرماية» عام 2016، وأخيرًا «جراح وكاتب أغاني».
شغل منصب نائب رئيس الجمعية المصرية لهواة طوابع البريد لعدة سنوات سابقة، وقد أجريت معه حوارات حول تاريخ البريد العربي والمصري في عدد من المجلات والجرائد المصرية واللبنانية.
شارك عبد الجواد في الندوات التي كان يعقدها الأديب نجيب نحفوظ منذ عام 1988 حتى وفاته عام 2006 وتأثر به.

## مؤلفاته
- «خسارة قريبة ولا مكسب بعيد» (سيناريو سينمائي)، 2000
- «من دفتر الأحلام» (مجموعة قصص قصيرة جدًا)، 2007[3]
- «وصمة الفصام» (رواية)، 2008[4]
- «سفينة الحمقى» (رواية)، 2010[5]
- «أحلام تحت الحراسة» (رواية)، 2013[6]
- «علمته الرماية» (رواية)، 2016[7]
- «جراح وكاتب أغاني» (رواية)

## جوائز وتكريمات
- منحة التفرغ، المجلس الأعلى للثقافة، 2015–16[8]